# Conde de Iveagh
Conde de Iveagh é um título de nobreza no Pariato do Reino Unido. Foi criado em 1919 para o empresário e filantropo Edward Guinness, 1.º Visconde de Iveagh. Guiness era o terceiro filho de Sir Benjamin Guinness, 1.º Baronete de Ashford, e o neto de Arthur Guinness, o fundador da cervejeira Guinness.

## Conde de Iveagh (1919)

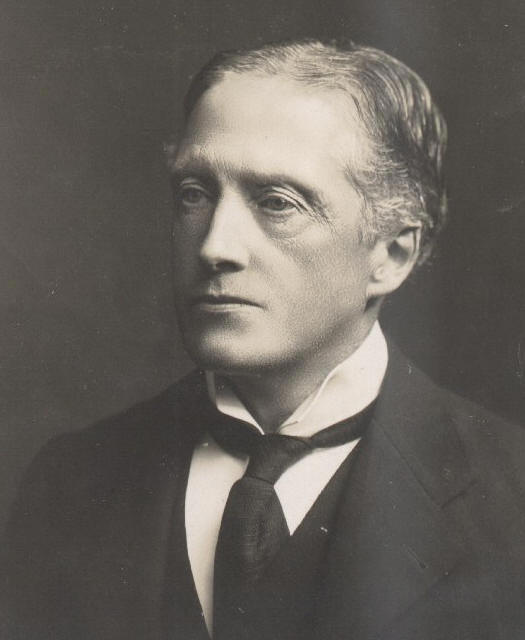
Edward Guinness,
1.º Conde de Iveagh

- Edward Cecil Guinness, 1.º Conde de Iveagh (1847–1927)
  -  Rupert Edward Cecil Lee Guinness, 2.º Conde de Iveagh (1874–1967)
    - Arthur Guinness, Visconde Elveden (1912-1945)
      -  (Arthur Francis) Benjamin Guinness, 3.º Conde de Iveagh (1937–1992)
        -  (Arthur) Edward Rory Guinness, 4.º Conde de Iveagh (b. 1969)
          - (1) Arthur Benjamin Geoffrey Guinness, Visconde Elveden (n. 2003)

        - (2)Rory Michael Benjamin Guinness (n. 1974)
          - (3) Aidan Tidu Benjamin Guinness (n. 2013)

  - Ernest Guiness (1876–1949)
  - Walter Guinness, 1º Barão Moyne (1880-1940)
    - Bryan Guinness, 2º Barão Moyne (1905-1992)
      - (4) Jonathan Guinness, 3º Barão Moyne (n. 1930)
        - Jasper Jonathan Richard Guinness (1954-2011)
        - (5) Valentine Guy Bryan Guinness (n. 1959)
        - (6) Sebastian Walter Denis Guinness (n. 1964)
        - (7)' Aster Guinness (n. 1984)
        - (8)' Thomas Guinness-Taylor (n. 1986)

      - Desmond Walter Guinness (1931-2020)
        - (9) Patrick Guinness (n. 1956)
          - (10) Tom
          - (11) George